# 中華民國駐愛爾蘭大使列表
本列表為中華民國駐愛爾蘭共和國歷任代表名錄。兩國無正式外交關係。

## 前身
中華民國與大不列颠及爱尔兰联合王国於1912年－1922年有公使級外交關係。

## 代表機構
1988年7月12日，於首都都柏林設立具大使館功能的駐愛爾蘭自由中國中心。
1991年5月2日，更名為駐愛爾蘭臺北經濟文化辦事處。
1995年8月18日，再更名為駐愛爾蘭臺北代表處（Taipei Representative Office in Ireland）。

## 歷任代表（1988年至今）
| 姓名   | 到任       | 離任       | 外交銜級 對外名義 | 外交職務 本職職務 | 備註     | 備註 |
| ------ | ---------- | ---------- | ----------------- | ----------------- | -------- | ---- |
| 楊進添 | 1988年8月  | 1991年9月  | 代表              | 代表              |          |      |
| 楊老生 | 1991年9月  | 1995年12月 | 代表              | 代表              |          |      |
| 李明亮 | 1995年12月 | 2001年3月  | 代表              | 代表              |          |      |
| 陳銘政 | 2001年3月  | 2005年7月  | 代表              | 代表              |          |      |
| 高青雲 | 2005年7月  | 2008年5月  | 代表              | 代表              |          |      |
| 李南陽 | 2008年5月  | 2010年9月  | 代表              | 代表              |          |      |
| 曾厚仁 | 2010年9月  | 2014年12月 | 代表              | 代表 特命全權大使 | [ 註 1 ] |      |
| 杜聖觀 | 2015年2月  | 2018年7月  | 代表              | 特命全權大使      |          |      |
| 楊子葆 | 2018年7月  | 2025年7月  | 代表              | 特命全權大使      | [ 註 2 ] |      |
| 唐殿文 | 2025年7月  | 現任       | 代表              | 特命全權大使      | [ 註 3 ] |      |

## 外部連結
- 駐愛爾蘭臺北代表處（Facebook、Twitter）